# Unico nell'isola della magia
Unico nell'isola della magia (ユニコ 魔法の島へ?, Yuniko mahō no shima e) è un film d'animazione giapponese del 1983 diretto da Moribi Murano, è il secondo dei film basati sul manga scritto da Osamu Tezuka.

## Trama
Dopo essere sopravvissuto al Barone Ghost, il piccolo unicorno Unico si ritrova coinvolto nella guerra tra il mago marionetta Kuruku e gli umani che lo hanno tradito.

## Personaggi
- Unico: il protagonista. È lo stesso piccolo unicorno dolce e gentile ma anche coraggioso che può donare la felicità a tutti, questa volta però non ricorda più gli eventi e le avventure precedenti. Vivrà una nuova e straordinaria avventura e conoscerà nuovi amici, ma purtroppo, esattamente come il film precedente, sarà costretto a lasciarli e raggiungere un altro posto alla fine.
- Cheri: una dolce e gentile bambina amica di Unico. Si prende cura di Unico dopo averlo trovato e lo accompagnerà per gran parte dell'avventura, verrà trasformata in marionetta dal malvagio Kuruku venendo poi salvata da Unico. Alla fine sarà costretta a dire addio al suo amico sapendo però che non lo dimenticherà mai.
- Melvin il magnifico: un grosso gatto tigrato che vive nella foresta. Diventa il braccio destro di Tobi venendo in seguito trasformato in marionetta, alla fine ritorna alla normalità.
- Kuruku: l'antagonista principale del film. È un mago malvagio e folle, trasforma con l'aiuto di Tobi tutti gli esseri viventi in marionette per ingrandire la sua fortezza e vendicarsi dei suoi vecchi padroni che lo avevano maltrattato. Verrà sconfitto da Unico riuscendo a redimersi e ritornando un pupazzo inanimato, alla fine viene trovato da Cheri che si prenderà cura di lui.
- Tobi: il fratello di Cheri. Inizialmente lavora come tirapiedi di Kuruku imparando la magia per aiutare la sua famiglia, alla fine, capendo di aver sbagliato, si pente delle sue azioni e torna a casa ottenendo il perdono dei genitori.
- Mamma e Padre: i genitori di Cheri e Tobi. Vengono trasformati in marionette da Tobi e portati sull'isola di Kuruku, alla fine ritornano alla normalità perdonando Tobi.
- Gatto blu e Gatto marrone: i tirapiedi di Melvin. Sempre fedeli al loro capo lo seguono e lo aiutano quando serve, vengono trasformati anche loro in marionette ma alla fine tornano alla normalità.
- Cavallo di Troia: l'omonimo cavallo rappresentato come un gigantesco cavallo a dondolo. Dopo essere stato aiutato da Unico e Cheri gli racconta la storia e il passato di Kuruku per aiutarli.
- Figlio della Sfinge: il figlio dell'omonima creatura. Incontra Unico e Cheri mentre vagano stanchi per il deserto e in seguito decide di accompagnarli nell'avventura.
- Vento dell'ovest: lo spirito del vento dell'ovest. Anche stavolta, non avendo il coraggio di portare Unico sulla Collina dell'oblio, lo porta in un luogo nuovo per nasconderlo dagli Dei facendogli anche dimenticare le avventure e gli eventi passati. Esattamente come il film precedente, dovrà portare Unico da un'altra parte alla fine costringendolo nuovamente a lasciare i suoi nuovi amici.